# 알렉산데르 메히아
알렉산데르 메히아 사발사(Alexander Mejía Sabalza, 1988년 7월 11일, 바란키야 ~)는 콜롬비아의 축구 선수로, 현재 콜롬비아 클럽 아틀레티코 나시오날와 콜롬비아 국가대표팀에서 미드필더로 활약하고 있다.
그는 FIFA의 공식 웹사이트에 "실패를 메꾸고, 점유율을 뺏어 상대를 주격해 압박하는 중심적 존재."로 묘사되어 있다.

## 클럽 경력
메히아는 2005년 데포르테스 킨디오 소속으로 프로 데뷔를 해 7년을 활약하였고, 기간 중간에 온세 칼다스로 임대되기도 했다. 2012년, 그는 아틀레티코 나시오날로 이적해 코파 콜롬비아와 수페르리가 콜롬비아나를 첫 시즌에 모두 우승했다. 이어지는 시즌 동안, 메히아는 나시오날이 카테고리아 프리메라 A 3연패를 하는데 도왔고, 마크네이 토레스가 떠나자 팀의 주장이 되기도 했다.

## 국가대표팀 경력
2012년, 메히아는 페루와의 2014년 FIFA 월드컵 예선전에서 콜롬비아 국가대표팀 데뷔전을 치렀다. 그는 예선전 잔여 기간 동안 선발 라인업에 포함되었고, 총 5경기에 출전했다.
2014년 6월 9일, 그는 콜롬비아의 2014년 FIFA 월드컵 최종 엔트리에 발탁되었다. 6월 14일, 그는 대표팀의 본선 1차전 경기인 그리스전에서 69분에 교체 투입되었고, 벨루 오리존치에서 열린 이 경기는 3-0 완승으로 끝났다.

## 수상

### 클럽
아틀레티코 나시오날
- 카테고리아 프리메라 A: 2013-I, 2013-II, 2014-I
- 코파 콜롬비아: 2012, 2013
- 수페르리가 콜롬비아나: 2012